# Trigynaea oblongifolia
Trigynaea oblongifolia är en kirimojaväxtart som beskrevs av Diederich Franz Leonhard von Schlechtendal. Trigynaea oblongifolia ingår i släktet Trigynaea och familjen kirimojaväxter. Inga underarter finns listade i Catalogue of Life.